# Golgotha (film, 1935)
Pour les articles homonymes, voir Golgotha (homonymie).
Pour plus de détails, voir Fiche technique et Distribution.
Golgotha est un film français en noir et blanc réalisé par Julien Duvivier, sorti en 1935.
Il s'agit du premier film parlant de l'histoire du cinéma dans lequel on entend directement la voix de Jésus. Ici, le Christ est le plus souvent montré à distance respectueuse — comme ce sera le cas des films Quo vadis (1951), La Tunique (1953) ou Ben-Hur (1959) — mais il y a également quelques plans rapprochés de Jésus (incarné par l'acteur Robert Le Vigan), et même des gros plans.

## Synopsis
L'an 786 du calendrier romain à Jérusalem. Les célébrations pascales attirent dans la capitale juive les pèlerins par milliers. Le Sanhédrin, sénat coutumier qui maintient en Judée une autonomie religieuse et judiciaire face au pouvoir romain, voit d'un mauvais œil l'arrivée en ville d'un prophète venu de Galilée, Jésus de Nazareth. Les sanhédrites craignent que celui-ci, fort de sa popularité, se proclame roi des Juifs. Il n'en fait rien, mais provoque leur colère en chassant les marchands installés dans le temple. Ils font donc appel à Judas, un de ses disciples, pour l'arrêter. Sous la conduite des grands prêtres Caïphe et Anne, le Sanhédrin condamne Jésus à mort. Mais la sentence ne peut s'appliquer qu'avec l'accord de l'autorité romaine, représentée par le procurateur Ponce Pilate.  
Celui-ci renâcle, voyant dans d'éventuels troubles à l'ordre public l'occasion de réduire encore l'influence du Sanhédrin. Son épouse, Claudia Procula, séduite par le discours du Nazaréen, l'incite à la clémence. Pilate tente de se décharger du problème en confiant le sort de Jésus à Hérode, souverain fantoche de Galilée. Hérode attend un thaumaturge capable de produire un miracle sur demande. Le miracle ne vient pas et dépité, Hérode renvoie Jésus à Pilate. Entre-temps le Sanhédrin a réuni ses partisans et bientôt une foule hostile vient réclamer la mort de Jésus. Pilate, réticent, le fait flageller. Les soldats de Pilate emmènent Jésus et après l'avoir flagellé, lui mettent une couronne d'épines sur la tête et le revêtent d'un manteau pourpre pour se moquer de lui.  
Tout en s'en lavant les mains, se déresponsabilisant de la condamnation, Pilate cède à la pression populaire. Jésus est crucifié et le troisième jour, il ressuscite.

## Fiche technique
- Titre original : Golgotha
- Réalisation : Julien Duvivier
- Scénario : chanoine Joseph Reymond
- Adaptation : Julien Duvivier
- Dialogues : Joseph Reymond
- Assistants à la réalisation : Robert Vernay, Lucien Pinoteau, Jean Stelli
- Décors : Jean Perrier, André Roux
- Peinture et effets spéciaux : Ferdinand F. Earle, reconstitution de la Jérusalem antique
- Costumes : Jacques-Philippe Heuze
- Maquillages : Acho Chakatouny
- Photographie : Jules Kruger, René Ribault, Marc Fossard, Robert Juillard
- Son : Joseph de Bretagne, Marcel Courmes
- Montage : Marthe Poncin
- Musique : Jacques Ibert
- Orchestre : Walther Straram, sous la direction de Maurice Jaubert
- Production : Philippe Bouteron
- Société de production : Transat Films[1] (France)
- Sociétés de distribution : Sirius (France), Pathé Films (vente à l'étranger)[1]
- Pays de production : France
- Langue originale : français
- Format : noir et blanc • 35 mm • 1.37:1 • son monophonique (Western Electric Sound System)
- Genre : drame historique
- Durée : 95 minutes
- Date de sortie : 10 avril 1935 en France ou 12 avril 1935 (Source Musée Jean Gabin à Mériel), reprise en salles le 15 janvier 1941[2]
- Classification et visa CNC : mention « tous publics », visa d'exploitation no 462 délivré le 31 août 1940
- Affiches : Roger Cartier, René Péron (France)

## Tournage
- Année de prises de vue : 1934.
- Intérieurs : studios de Boulogne à Boulogne-Billancourt (Hauts-de-Seine)[3].
- Extérieurs en Algérie : 
  - Casbah d'Alger (séquence du cheminement de croix dans les rues)[4] ;
  - Bordj El Kiffan[Note 1].

## Box-office
Selon les estimations, Golgotha aurait totalisé 1,4 million d'entrées entre l'année de sa sortie et 1942.